# Manicina areolata
Espèce
Statut CITES
Manicina areolata est une espèce de coraux appartenant à la famille des Faviidae.